# 石川護国神社
石川護国神社（いしかわごこくじんじゃ）は、石川県金沢市にある神社（護国神社）である。市街地中心部の兼六園の隣にある。石川県内でも最大規模の面積を誇る神社である。
旧字体で、石川護國神社と表記される場合もある。公式サイトも旧字体で表記されている。

## 概要
戊辰戦争で戦死した水野徳三郎寛友ほか加賀藩の107人の霊を祀るため、明治3年（1870年）12月15日に加賀藩14代藩主前田慶寧が創建した招魂社にはじまる。当時は卯辰山にあった。明治34年（1901年）6月、官祭招魂社となった。
卯辰山に鎮座していた頃は境内が狭く式典を行うのが困難であったため、昭和10年（1935年）4月13日、現在地である旧陸軍小立野練兵場の一角に遷座した。昭和14年（1939年）4月1日、内務大臣指定の石川護国神社に改称した。
戦後の昭和24年（1949年）4月1日、社号を『石川神社』に改称していたものの、昭和27年（1952年）4月1日、元の『石川護国神社』に戻された。
昭和45年（1970年）10月19日には、御創立百年記念事業として本拝殿調度品新調や鳥居の修復工事が実施された。
昭和58年（1983年）9月2日、石川護国神社奉賛会が発足した。
昭和59年（1984年）10月15日、御遷座五十年記念事業として、社務所の改修工事等が実施され、平成2年（1990年）10月19日、御創立百二十年記念事業として社殿屋根の葺替工事他が完了した。

### 大東亜聖戦大碑
平成12年（2000年）8月4日、境内の参道に大東亜聖戦大碑が建立された。平成22年（2010年）10月11日、「輝く天命戦の真実を知れ」と題する副碑の落慶記念式典が催された。